# Mikołaj Sukniewicz
Mikołaj Sukniewicz, ps. „Kola”, „Gajowy”, „Odyniec” (ur. 26 października 1898 w Łunińcu na Polesiu, zm. 15 listopada 1979 w Bielawie) – major piechoty Wojska Polskiego.

## Życiorys
Był synem Wincentego i Marii z Eysmont-Jasiemczyków. Ukończył gimnazjum klasyczne w Petersburgu.
W 1915 wcielony został do Armii Imperium Rosyjskiego i skierowany do Szkoły Oficerskiej w Orenburgu. Po ukończeniu szkoły oficerskiej pełnił służbę w 3, 164, 94, 80, 57 pułku piechoty, a później w Wojsku Dońskim. Był ranny na froncie. W grudniu 1918 przydzielony został do 14 pułku strzelców 4 Dywizji Strzelców Polskich gen. Żeligowskiego. W tymże pułku służył do czasu przeniesienia do 3 Dywizji Piechoty Legionów.
Od czerwca 1919 do maja 1920, w stopniu podporucznika, dowodził 6 kompanią 7 pułku piechoty Legionów. Walczył na wojnie z bolszewikami, za co został odznaczony Krzyżem Walecznych. Ranny, dostał się do niewoli bolszewickiej. Z niewoli powrócił w sierpniu 1921, w ramach wymiany jeńców. Do października 1924 ponownie pełnił służbę w 7 ppLeg Z dniem 5 października 1924 został przeniesiony do Korpusu Ochrony Pogranicza i przydzielony do 4 batalionu granicznego w Dederkałach. W 1928 pełnił w tym oddziale służbę na stanowisku oficera materiałowego. Następnie pełnił służbę na stanowisku oficera informacyjnego 11 batalionu granicznego w Ostrogu nad Horyniem. Odznaczony w tym czasie Krzyżem Walecznym i Srebrnym Krzyżem Zasługi. Od marca 1931 do maja 1933 w 22 pułku piechoty w Siedlcach, a następnie (od 1933) ponownie w 7 ppLeg w Chełmie Lubelskim na stanowisku dowódcy kompanii. Przed wybuchem wojny był dowódcą kompanii gospodarczej i jednocześnie oficerem taborowym w 7 ppLeg. Podczas mobilizacji otrzymał przydział na dowódcę 22 Grupy Marszowej Służb, formowanej od 31 sierpnia 1939 przez Kadrę 2 Dywizjonu Taborów w Tomaszowie Lubelskim. Po zmobilizowaniu, Grupa pozostawała na miejscu. Dopiero 12 września 1939 została skierowana do Zamościa, a następnie, maszerując przez Lublin i Kowel, dotarła 17 września 1939 do Łucka. Po otrzymaniu informacji o agresji radzieckiej, skierowała się do Horochowa, w którego rejonie stoczyła potyczkę z bandami ukraińskimi i została rozbita. Resztki zostały zagarnięte przez Rosjan 19 września 1939 w Horochowie. Kapitan, będąc lekko ranny, dostał się do niewoli radzieckiej. Trafił do obozu przejściowego w Szepietówce, skąd zbiegł do Generalnego Gubernatorstwa.
Tam rozpoczął działalność w ZWZ-AK, początkowo w charakterze komendanta powiatu Hrubieszów. W styczniu 1941 objął zastępstwo dowódcy 7 pułku piechoty Legionów AK „Garłuch” oraz dowództwo I baonu (pseudonim „Kola” i „Gajowy” na użytek wewnętrzny i „Odyniec” w ewidencji Okręgu AK). Awansowany do stopnia majora rozkazem Komendanta Sił Zbrojnych w Kraju z dnia 11 listopada 1943 roku. Funkcję zastępcy dowódcy pełnił do końca 1944 roku, także podczas powstania warszawskiego. W grudniu 1944 aresztowany i torturowany przez Gestapo (wobec wycofywania się oddziałów niemieckich – wykupiony staraniem dowództwa pułku). W styczniu 1945 roku aresztowany w pociągu z Podkowy Leśnej do Częstochowy (podczas przewożenia radiostacji) i osadzony w obozie w Lichterfelde-Süd w Niemczech (od stycznia do końca kwietnia 1945). Po wojnie był pracownikiem umysłowym w różnych zakładach pracy w Bielawie i Jodłowniku.
Ożeniony z Marią Nadzieją z Jodko-Wojtkiewiczów, był ojcem Natalii (ur. 1924).

## Awanse
- podporucznik – 22 czerwca 1922.
- kapitan – 19 marca 1928 ze starszeństwem z dniem 1 stycznia 1928 i 243. lokatą w korpusie oficerów piechoty.

## Ordery i odznaczenia
- Krzyż Walecznych (trzykrotnie)
- Srebrny Krzyż Zasługi (5 kwietnia 1928)[1]
- Krzyż Armii Krajowej